# Баяндай (Казахстан)
Баянда́й (каз. Баяндай) — село у складі Єнбекшиказахського району Алматинської області Казахстану. Входить до складу Ташкенсазького сільського округу.
Населення — 1079 осіб (2021; 824 у 2009, 805 у 1999, 695 у 1989).